# Морфова, Христина
Христи́на Васи́лева Мо́рфова (болг. Христина Василева Морфова; 24 апреля 1889, Стара-Загора, Болгария — 1 июня 1936, Пирдоп, Болгария) — болгарская оперная певица (лирико-колоратурное сопрано), педагог и общественный деятель. Одна из крупнейших болгарских оперных певиц. Сестра композитора Александра Морфова.

## Биография
Училась в частной Певческой школе Марии Пиводы в Праге. Там же в 1910 году дебютировала на сцене («Проданная невеста»). Пела также в Оперном театре в Брно. С 1913 солистка «Болгарского оперного товарищества» (с 1921 года — Софийская народная опера). С 1913 года выступала и как концертирующая певица, исполняя, кроме оперных арий, болгарские, чешские народные песни и песни других славянских народов. С 1916 года гастролировала в Берлине, Милане, Париже, Лондоне. В 1916—1931 годах — солистка Национального театра в Праге. В 1931—1936 годах преподавала в Музыкальной академии в Софии. Среди учеников — Райна Михайлова, Сийка Петрова, Любомир Вишегонов, Гюрга Пинджурова, Иванка Митева-Коралова и другие. Гастролировала во многих странах, в том числе и в СССР (в 1935 году), после чего была уволена как из Академии, так и из Софийской народной оперы. Погибла в автомобильной катастрофе недалеко от Софии.

## Партии
- «Аида» Верди — Аида
- «Сельская честь» Масканьи — Сантуцца
- «Самсон и Далила» Сен-Санса — Далила
- «Лакме» Делиба — Лакме
- «Фауст» Гуно — Маргарита
- «Волшебная флейта» Моцарта — Царица ночи
- «Её падчерица» Яначека — Енуфа
- «Проданная невеста» Сметаны — Марженка

## Память
- в городе Варна есть улица Христины Морфовой
- В 1936 году в Софии основан Женский хор имени Христины Морфовой (болг. Женски хор "Христина Морфова")